# 德米特里·卡坚科夫
德米特里·米哈伊洛维奇·卡坚科夫（羅馬化：Dmitriy Mikhaylovich Kadenkov；1972年5月3日—）是俄罗斯政治人物，第八届国家杜马代表。2003年，卡坚科夫被授予教育学全博士学位。
卡坚科夫是一名职业教练。2003年，他被任命为奔萨州体育、运动和旅游委员会代理主席。同年，他担任奔萨州州长瓦西里·博奇卡廖夫的助理。2009年7月至2021年9月，担任俄罗斯联邦总统驻伏尔加联邦管区全权代表办公室奔萨州首席联邦监察员。他辞去职务后，成为第八届国家杜马代表。

## 制裁
卡坚科夫于2022年因俄乌战争而受到多国制裁。

## 荣誉
- 祖国功勋勋章